# 4421 Кейор
4421 Кейор (4421 Kayor) — астероїд головного поясу, відкритий 14 січня 1942 року.
Тіссеранів параметр щодо Юпітера — 3,302.